# Beatrice Hill-Lowe
Beatrice Geraldine Hill-Lowe, nata Ruxton (Ardee, 26 gennaio 1869 – Tenby, 2 luglio 1951), è stata un'arciera irlandese che ha rappresentato la Gran Bretagna.
Vinse una medaglia di bronzo alle Olimpiadi di Londra del 1908. È stata la prima donna irlandese a vincere una medaglia olimpica.

## Biografia
Beatrice Geraldine Ruxton nacque ad Ardee House nella Contea di Louth, in Irlanda, allora parte del Regno Unito di Gran Bretagna e Irlanda. Era la minore delle cinque figlie e tre figli di William Ruxton, proprietario terriero e vice luogotenente della contea di Louth e della moglie Caroline Diana (nata Vernon).
Il 15 luglio 1891 sposò Arthur Hill-Lowe, un ex comandante della Royal Navy e giudice di pace che era rimasto vedovo con una figlia chiamata Ada, e si trasferì nella residenza di famiglia vicino a Tenbury Wells, in Inghilterra. Con lui ebbe due figli: Arthur Noel Vernon, nato nel 1892, e Sibyl, nata nel 1897.
Beatrice Hill-Lowe, che conduceva una vita signorile che comprendeva la partecipazione a feste estive, balli e fiere di arti e mestieri, iniziò a gareggiare in gare di tiro con l'arco nel 1894 presso club locali, tra cui quello rinomato di Cheltenham. All'epoca il tiro con l'arco era uno sport che prevedeva attrezzature costose e l'accesso a terreni privati in cui esercitarsi. Nel 1906 ottenne la "cintura d'argento per il maggior numero di hits" al Grand National Archery Meeting di Oxford.

### Le Olimpiadi
Nel 1908 il tiro con l'arco era l'unico sport accessibile alle donne con cui potevano prendere parte ai Giochi Olimpici, perché non prevedeva la corsa o movimenti scomposti, consentendo alle donne di indossare abiti ordinari mentre partecipavano alle competizioni.
Alle Olimpiadi del 1908 Hill-Lowe gareggiò nel tiro con l'arco nella gara del doppio round nazionale femminile, una delle tre gare olimpiche previste per la disciplina, assieme ad altre 24 concorrenti, tutte britanniche o irlandesi. A quel tempo l'Irlanda era ancora sotto il dominio britannico, il che significa che non esisteva una squadra irlandese e tutti gli atleti che desideravano partecipare erano obbligati a competere sotto un'altra bandiera, solitamente sotto l'Union Jack. In questa gara ogni round prevedeva 48 frecce scagliate da una distanza di 60 iarde e altre 24 frecce scagliate da 50 iarde. I round si svolsero venerdì 17 e sabato 18 luglio 1908, per un totale di 144 frecce in 2 round. La favorita, Alice Legh, scelse di non gareggiare e le arciere più quotate erano Lottie Dod e Queenie Newall. Il primo giorno vi fu pioggia forte che costrinse ad almeno una interruzione delle gare. Lottie Dod era in testa con un totale di 348 punti e 66 tiri validi e Queenie Newall la seguiva avendo totalizzato 338 punti. Beatrice Hill-Lowe aveva un punteggio più basso. Il secondo giorno Newall fece totale di 350 punti e Hill-Lowe fu seconda con 343, ma Lottie Dodd segnò appena 294 punti. Complessivamente Beatrice-Hill Lowe si piazzò al terzo posto con un punteggio totale di 618 punti, a 70 punti di distanza dalla vincitrice Newall, che all'epoca aveva 54 anni. Hill-Lowe divenne la prima donna irlandese a vincere una medaglia olimpica.
La settimana successiva si svolsero le gare del Grand National Archery Meeting, dove Beatrice Hill-Lowe fu terza dietro Alice Legh e Queenie Newell.

### Gli anni successivi
Dopo la sua carriera olimpica, Beatrice Hill-Lowe continuò a condurre una vita tranquilla, trasferendosi nello Shropshire, in Inghilterra.
Suo marito morì il 17 aprile 1910. Successivamente, il 29 giugno 1911 nel Pembrokeshire, in Galles, sposò il tenente colonnello Roland Wycliffe Thompson. Vissero tra Penally nel Pembrokeshire e Newbridge Lodge nella contea di Kildare, in Irlanda, prima di trasferirsi a Tenby, nel Pembrokeshire, dove Thompson morì il 15 aprile 1940. Durante la seconda guerra mondiale Beatrice Hill-Lowe lavorò con il comitato femminile della Legione britannica e fu responsabile del Tenby Rectory Depot. 
Morì nella sua casa di Tenby il 2 luglio 1951.
La medaglia di bronzo che vinse nel 1908 è ora conservata nel County Museum di Dundalk.